# Прапор міста Дунаївців

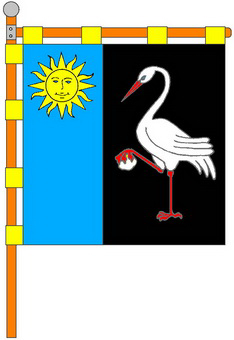
Прапор Дунаївців

Дунаївці — місто в Україні, центр Дунаєвецького району Хмельницької області. Місто розташоване на річці Тернава. Офіційною датою заснування міста прийнято вважати 1403 рік. Магдебурзьке право Дунаївці отримали 1592 року.
Прапор (хоругва) міста Дунаївці був затверджений на VII сесії міської ради IV скликання за № 7 від 15 липня 2003 року.
Автором проекту прапора є А. Ґречило.

## Опис
Квадратне полотнище,  яке складається з двох вертикальних смуг, від древка на синій (завширшки в 2/5 сторони прапора) – вгорі жовте 16-променеве сонце з обличчям, із вільного краю на чорній – стоїть білий журавель із червоним дзьобом і лапами, у правій лапі він тримає білий камінь.

## Значення символів
Журавель із каменем у лапі є символом пильності. На прапорі сонце на синьому фоні підкреслює приналежність міста до історичного Поділля.